# Малахово (деревня, Клепиковский район)
Малахово — деревня в Клепиковском районе Рязанской области. Входит в состав Бусаевского сельского поселения.

## География
Находится в северной части Рязанской области на расстоянии приблизительно 12 км на восток-юго-восток по прямой от районного центра города Спас-Клепики.

## История
Отмечена на карте 1986 года как поселение без названия.

## Население
Численность населения: 25 человек в 2002 году (русские 100 %), 18 в 2010.